# Zygia garcia-barrigae
Zygia garcia-barrigae är en ärtväxtart som först beskrevs av Luis Agosto Grandvaux Barbosa, och fick sitt nu gällande namn av Rupert Charles Barneby och James Walter Grimes. Zygia garcia-barrigae ingår i släktet Zygia och familjen ärtväxter. Inga underarter finns listade i Catalogue of Life.